# Banana Fish
Banana Fish (バナナフィッシュ Banana Fisshu?) es una serie de manga escrita e ilustrada por Akimi Yoshida. Fue serializada desde 1985 hasta 1994 por la revista Bessatsu Shōjo Comic. La adaptación de anime producida por MAPPA fue estrenada el 5 de julio de 2018 y finalizó con 24 episodios el 20 de diciembre de 2018.

## Argumento
Año 1973, Vietnam. Un soldado estadounidense pierde repentinamente la cordura tras musitar unas palabras: Banana Fish. Años después Ash Lynx, un joven de 17 años y líder de una pandilla en Nueva York recibe un misterioso recipiente de un hombre moribundo, quien antes de morir pronuncia la frase "Banana Fish".
Poco después de esto Eiji Okumura, un joven japonés llega a Nueva York como asistente de Shunichi Ibe, un periodista que se encuentra haciendo un reportaje sobre las pandillas callejeras en la ciudad. Es así como Ash y Eiji se conocen, y tras una serie de acontecimientos y riñas con la mafia, deciden investigar sobre el trasfondo de "Banana Fish" y cómo es que se relaciona con el hermano de Ash, un veterano de guerra cuyas únicas palabras desde que regresó han sido "Banana Fish".

## Personajes
Ash Lynx  (アッシュ・リンクス Asshu Rinkusu?)
Voz de: Yūma Uchida
Es el protagonista y amigo de Eiji. Aslan Jade Callenreese (アスラン・ジェイド・カーレンリース, Asuran Jeido Kārenrīsu), nace en la madrugada del 12 de agosto de 1968 en algún lugar de Cape Cod, una península ubicada en la costa sur del estado de Massachusetts, al noreste de Estados Unidos. La madre de Ash, una drogadicta hippie de la ciudad de Boston, lo abandonó poco tiempo después de dar a luz para regresar a su ciudad natal y lo dejó al cuidado de su padre, Jim Callenreese. Ella murió poco después de que su partida del hogar Callenreese en Cape Cod como resultado de su adicción a las drogas; mientras se encontraba bajo la tutela de sus padres antes de cumplir la mayoría de edad. El pequeño Ash, luego de la muerte de su adolescente madre, se quedó con su padre, quién cedió su cuidado a su medio hermano mayor, Griffin Callenreese, quién lo cría.
En la historia, Aslan Jade Callenreese es conocido como Ash Lynx y es líder de una pandilla de jóvenes de la ciudad de Nueva York. Es un muchacho de 17 años, alto, apuesto, rubio de ojos verdes, que posee una gran inteligencia y maneja muy bien las armas de fuego, además de tener excelentes habilidades en el combate cuerpo a cuerpo. Su meta es liberarse de las ataduras y la esclavitud de Dino Golzine quién lo secuestró a la edad de 11 años, luego de huir de casa tras el asesinato de su entrenador de pequeñas ligas, quién lo violaba de forma reiterada.
Eiji Okumura (奥村 英二 Okumura Eiji?)
Voz de: Kenji Nojima
El coprotagonista y amigo de Ash. Eiji Okumura (奥村 英二, Okumura Eiji) nació en 1966 en Izumo, una ciudad perteneciente a la Prefectura de Shimane en Japón. Su familia está conformada por sus padres, su hermana menor y abuela. Es un estudiante universitario japonés de 19 años de edad. Asistente del fotógrafo Shunichi Ibe. Pertenecía al club de salto con pértiga en su escuela, pero después de un incidente que hace que su ánimo decaiga acepta la oferta de Shunichi para ir de viaje y despejar así su mente. Al llegar a Nueva York para retratar a las bandas callejeras, se convierte rápidamente en amigo muy cercano de Ash, con quien desarrolla una relación muy profunda después. Eiji es un chico de estatura baja, cabello y ojos oscuros y con una actitud amable, pasiva, calmada e inocente, que logra cautivar a muchos, especialmente a Ash, quien lo intenta proteger de todo la mayoría del tiempo, a pesar de ser un año y unos meses menor que él. Eiji ha sido mencionado como el Talón de Aquiles de Ash por muchos personajes en la historia. Suele ser secuestrado o en general se mete en problemas la mayoría del tiempo, detalle por el cual Ash está siempre al pendiente de él.
Dino Golzine (ディノ・ゴルツィネ Dino Gorutsine?)
Voz de: Unshō Ishizuka
El líder de la mafia, también conocido como "Papa Dino". Intenta vender la droga Banana Fish al gobierno de Estados Unidos para tener el control de todo. Tiene compañías falsas en todo el mundo que le generan millones de dólares, además del negocio de tráfico de niños. Golzine ve a Ash como el único capaz de ser el heredero de todo su imperio y fue por eso que le dio a Ash una educación de la alta sociedad, le contrató un maestro profesional en el arte de asesinar y siempre le compraba cosas caras, a pesar del disgusto de Ash.
Shunichi Ibe (伊部 俊一 Ibe Shun'ichi?)
Voz de: Shinji Kawada
Periodista y fotógrafo japonés, llega a Nueva York para un elaborar un reportaje sobre las pandillas callejeras de la ciudad. Se encontró con Eiji cuando este practicaba un salto con pértiga y al sentirse inspirado por el momento, le tomó una fotografía al instante, lo cual ayudó a que obtuviera más fama en su carrera profesional. Trata con cuidado y cariño a Eiji, como si fueran familia y al verlo triste por su incidente decidió llevarlo con él a La Gran Manzana. Poco después de llegar se reencuentra con un antiguo colega y amigo, Max Lobo y a la exesposa de este, Jessica, con quien ya había trabajado en otros proyectos en el pasado.
Max Lobo (マックス・ロボ Makkusu Robo?)
Voz de: Hiroaki Hirata (平田 広明, Hirata Hiroaki).
Max Lobo, cuyo verdadero nombre es Max Glenreed, sirvió en la guerra de Vietnam (guerra de Irak en el anime) y actualmente es un periodista independiente. Fue oficial de policía de Nueva York. Aunque Ash al principio lo culpa de abandonar a su hermano enfermo, Max se convierte en un amigo y aliado para la investigación de Banana Fish. Max tiene una relación complicada con su exesposa, Jessica, quien intenta que no gane en la corte la custodia de su querido y pequeño hijo, Michael.
Shorter Wong (ショーター・ウォン Shōtā Won?)
Voz de: Makoto Furukawa
Un pandillero chino-americano que controla Chinatown. Es el mejor amigo y aliado de Ash; se conocieron en una prisión juvenil. Es una persona muy sociable y alegre. Luego de una serie de eventos, es manipulado por Yut-Lung para secuestrar a Eiji y hacer que Ash vaya tras él, pero promete cuidar de Eiji lo más que pueda pero los hombres de Golzine le inyectan Banana Fish y le ordenan matar a Eiji, pero él le pide a Ash que pare su sufrimiento antes de que llegue a hacer algo. Tiene una hermana mayor, quien le ayuda en su negocio familiar, un restaurante chino llamado Chang Dai, del cual dice que será el próximo dueño.
Yut-Lung Lee (李月龍 Rī Yuerun?)
Voz de: Jun Fukuyama
El hijo menor de la familia Lee, la más grande mafia de China. Tiene un amplio conocimiento de herbolaria y venenos. Siente cierto desagrado por Ash, pero más por Eiji, debido a que piensa que el chico japonés es la razón de que Ash no alcance todo su potencial para llegar a la cima de toda la mafia y se vuelve aliado de Golzine. Estando en los Ángeles, manipula a Shorter para que secuestre a Eiji y se lo lleve de vuelta a Nueva York, ya que sabe que Ash irá a rescatarlo.
Cuando tenía 6 años presenció a sus hermanos asesinar a su propia madre y desde entonces les ha guardado un odio inmenso, esperando poder vengarse. Físicamente es casi igual a su madre, de cabello largo y negro al igual que sus ojos y piel pálida, pero su carácter es volátil, manipulador y calculador, aunque se llega a mostrar sensible en ocasiones. Cuando conoce a Blanca queda impresionado con sus habilidades y le pide trabajar para él. Aunque Blanca le rechaza, él sigue insistiendo hasta que el ruso cede.
Sing Soo-Ling (シン・スウ・リン Shin Sū Rin?)
Voz de: Shōya Chiba
Un pequeño de catorce años de edad con gran habilidad táctica y un líder nato. Le es muy leal a Shorter y al principio odia a Ash por lo que le pasó a su antiguo jefe, pero después comienza a admirar al rubio. Su relación con Yut-Lung es como de hermanos o primos, ya que se llevan de forma pesada, pero al niño no le desagrada para nada el chico de la familia Lee. Hereda en control de Chinatown después de lo que le pasó a Shorter. Tiene un hermanastro llamado Lao, quien le es muy leal a él y Shorter.
Blanca (ブランカ Buranka?)
Voz de: Toshiyuki Morikawa
Serguéi Varishkov, apodado Blanca, es un asesino a sueldo y exoficial ruso de la KGB. En algún momento, Blanca conoció y contrajo matrimonio con una mujer llamada Natalia "Natasha" Karsavina. Natalia muere en un atentado terrorista tiempo después, tras este evento, Sergei desertó de la Unión Soviética. Estuvo al servicio de Golzine en varias ocasiones. Fue el maestro de Ash en el arte de matar y es un extraordinario francotirador que también cuenta con grandes habilidades en el combate cuerpo a cuerpo. Le ha tomado cierto cariño y empatía a Ash. Después de conocer a Yut-Lung y de que este le insista en trabajar para él, Blanca acepta sólo con la condición de protegerlo sin tener que asesinar a nadie.
Frederick Arthur (フレデリック・オーサー Furederikku Ōsā?)
Voz de: Yoshimasa Hosoya
Exmiembro de la pandilla de Ash. Se une con Golzine para atacar a Ash, convirtiéndose así en uno de los enemigos principales del rubio. Le tiene un inmenso odio a Ash debido a lo que este le hizo a sus dedos, además de superarlo en casi todo.
Griffin Callenreese (グリフィン・カーレンリース Gurifin Kārenrīsu?)
Hermano mayor de Ash y veterano de la guerra de Vietnam (guerra de Irak en el anime). Resultó gravemente afectado tras ser usado como sujeto de pruebas de la droga Banana Fish. Más tarde es asesinado en medio de un enfrentamiento con los hombres de Golzine, liderados por Arthur.
Alexis Dawson (アレクシス・ドースン Arekushisu Dōsun?)
Profesor de la Universidad de California. Cuando él y su hermano eran estudiantes, crearon accidentalmente una nueva droga al intentar sintetizar LSD, pero los efectos de la nueva droga eran muy peligrosos y se prolongan durante 24 horas. A diferencia de su hermano, parece sentirse culpable por haberla creado. 
Abraham Dawson (エイブラハム・ドースン Eiburahamu Dōson?)
Hermano menor de Alexis y cocreador de la droga Banana Fish. Fue doctor militar en la guerra de Vietnam y probó la droga en varios soldados, siendo Griffin uno de ellos. Él no siente remordimiento en lo que hizo ya que le interesa descubrir más cosas acerca de la misteriosa droga que junto a su hermano mayor, ayudó a crear.
Jessica Randy (ジェシカ・ランディ Jeshika Randi?)
Fotógrafa y exesposa de Max. Jessica es una mujer hermosa y de carácter fuerte que trabaja para una revista de moda. Es amiga y vieja compañera de Shunichi, con quien se lleva muy bien. Tiene un hijo con Max, Michael. Ella se une a la investigación de la droga Banana Fish, para dar a conocer la verdad sobre esta.

## Producción

### Contexto
El manga shōjo (cómics femeninos japoneses) entró en un período de importante desarrollo creativo a partir de la década de 1970, caracterizado por la aparición de nuevos estilos narrativos y visuales, y el ascenso de las artistas de manga en lo que anteriormente había sido una categoría dominada por creadores masculinos. Mangas como La rosa de Versalles (1972-1973) de Riyoko Ikeda establecieron escenarios no japoneses y personajes andróginos como motivo común para el manga shōjo, mientras que se originaron obras de Moto Hagio, Keiko Takemiya y otros artistas asociados con el Grupo Year 24. shōnen-ai (romance entre hombres) como un subgénero distinto del manga shōjo. El grupo shōnen-ai de principios de año 24 normalmente representaba escenarios europeos o japoneses históricos romantizados, aunque las obras que representaban la homosexualidad de artistas no asociados con el grupo, como Fire!  (1969-1971) de Hideko Mizuno representaba escenarios estadounidenses no idealizados y con frecuencia incluía uno o más caracteres japoneses que servían como punto de referencia e identificación para los lectores japoneses.
La creadora de Banana Fish, Akimi Yoshida, hizo su debut como artista de manga en 1977, y originalmente se inspiró para seguir una carrera en manga después de ver una proyección de reposición de la película Midnight Cowboy de 1969 mientras estaba en la escuela secundaria. La película, que describe la relación entre unos estafadores en la ciudad de Nueva York, tuvo un profundo impacto en Yoshida y la influyó para crear obras que replicaban sus temas de estrechos vínculos espirituales y fraternales entre hombres. Yoshida exploraría por primera vez estos temas en su primera serie de manga California Story (1978-1981), que describe temas de homoerotismo en un entorno de la ciudad de Nueva York, y que el estudioso del manga Yukari Fujimoto considera un precursor narrativo y temático de Banana Fish.

### Desarrollo
Yoshida no tenía una composición fija para la trama de Banana Fish desde el principio; Si bien tenía una idea general de la historia de la serie, los detalles de la trama y los personajes se desarrollaron a lo largo de su serialización. Debido a la influencia de Midnight Cowboy, Yoshida buscó crear Banana Fish como una historia centrada en una relación emocionalmente intensa entre dos personajes, que se convirtieron en Ash y Eiji. Originalmente, Ash fue concebido como un personaje alegre inspirado en los protagonistas del manga shōnen, ya que Yoshida buscaba contrastar a los protagonistas malhumorados típicos de sus otras obras, mientras que Eiji fue concebido originalmente como un personaje femenino. En el último caso, Eiji se convirtió en hombre debido al papel en gran medida pasivo del personaje en la historia y a la aversión personal de Yoshida hacia las deuteragonistas femeninas inertes en el manga que existen únicamente como una fuente de conflicto o romance para el protagonista masculino.
El estilo de Yoshida como artista de manga, ejemplificado por Banana Fish, se desvió significativamente del típico manga shōjo de su época en términos de narrativa, personajes, escenario, estado de ánimo y estilo visual. El escritor y traductor Frederik L. Schodt señala que si bien las obras de Yoshida se adhieren a ciertas convenciones del manga shōjo como homoerotismo textual y subtextual, al mismo tiempo adopta "un estilo artístico completamente masculino, evitando flores y ojos saltones en favor de trazos apretados y atrevidos.  escenas de acción y líneas de velocidad". Renunció a muchas de las convenciones shōjo popularizadas por el Grupo Year 24 (diseños de personajes muy estilizados, enfoque en el romance y la fantasía, escritura grandilocuente) en favor de obras de arte simples y realistas, paneles que se centraban en personajes y acciones sobre fondos y entornos, y secuencias de acción frecuentes. Sus personajes están dibujados con proporciones realistas, contrastando tanto los "cuerpos esbeltos" típicos de los hombres en el manga shōjo como la "anatomía hiperdefinida" típica de los hombres en el manga shōnen (manga para niños). En contraste con los escenarios europeos populares en el manga shōjo de la década de 1970, Yoshida expresó un desinterés general por la cultura europea y los "tipos de chicos bonitos ingleses", prefiriendo en cambio la "actitud despreocupada" de los hombres estadounidenses de clase trabajadora.
La apariencia física de muchos de los personajes de Banana Fish se basa en figuras públicas de la vida real: la apariencia de Ash se basa en el tenista Stefan Edberg en los primeros capítulos de la serie antes de pasar a un diseño basado en el actor River Phoenix, mientras que Eiji es Basado en el actor Hironobu Nomura. Yoshida comparó este proceso de seleccionar figuras de la vida real para representarlas como personajes con el casting de una "película de acción de categoría B". El autor desarrolló un interés en River Phoenix después de ver su película de 1986 The Mosquito Coast mientras visitaba los Estados Unidos; No sabía que Phoenix también apareció en la película Stand By Me de 1986, que había visto anteriormente, y quedó intrigada por el rango de Phoenix como actor dadas las diferencias entre los dos personajes. Yoshida observa cómo a medida que el diseño de Ash pasó del diseño Edberg al diseño Phoenix, su físico también cambia, de "atlético y de constitución sólida" a un "chico bonito y delgado".
A pesar de su falta de una composición fija para la historia, Yoshida tuvo la intención desde las primeras etapas del desarrollo de la serie de que Banana Fish concluyera con la muerte de Ash. Reconsideró brevemente este enfoque después de la muerte de Phoenix en 1993 a la edad de 23 años, ya que no deseaba que se percibiera que la serie tomaba a la ligera una tragedia de la vida real.  Al discutir el motivo de la muerte de Ash, Yoshida ha indicado su fascinación por las personas que viven intensamente y mueren jóvenes, describiendo a Ash como una persona que "vivió su vida plena en 17 años";  Además, Yoshida creía que como Ash había cometido actos de violencia y asesinato a lo largo de la serie, necesitaba pagar esas acciones con su propia vida. La aparente ignominia de la muerte de Ash a manos de un miembro de una pandilla de bajo nivel fue intencional por parte de Yoshida;  un protagonista que parece morir sin sentido se repite como motivo en el manga shōnen (como Ashita no Joe), Midnight Cowboy y la propia California Story de Yoshida.
El concepto de la droga del pez plátano que controla la mente se originó a partir del interés de Yoshida en la investigación de la Agencia Central de Inteligencia sobre el control mental, como MKUltra y el Proyecto ARTICHOKE, y su investigación en programas similares en la Unión Soviética que la llevaron a considerar las drogas como una herramienta para la guerra. Yoshida ha tenido un interés intelectual por las drogas desde la escuela secundaria, y señaló que su generación fue influenciada y desarrolló conocimiento sobre las drogas en un sentido amplio debido a la influencia de la cultura de las drogas de la época. La autora ha afirmado que describir la política de la época de la Guerra Fría se volvió más difícil a medida que las realidades políticas cambiaron a lo largo de casi una década de duración de Banana Fish (principalmente la disolución de la Unión Soviética a mitad de la serialización), pero que en última instancia no se esforzó por lograr objetivos estrictos. Realismo en su descripción de la política y los acontecimientos actuales.

## Contenido de la obra

### Manga
El manga inició su publicación en mayo de 1985, la cual duró hasta 1994 de manera intermitente, en la revista de manga shōjo Bessatsu Shōjo Comic, se lanzaron 19 volúmenes en formato tankōbon y varios suplementos. Fue publicado en inglés por la editorial americana Viz Media.
Akimi Yoshida también publicó una serie de historias cortas directamente relacionadas con la historia, siendo una de ellas el epílogo oficial del manga, situado años después del final. El epílogo se llama "Garden of Light" (El Jardín de Luz) y la siguiente es "New York Sense", en orden cronológico.

#### Lista de volúmenes
| N.º | Título       | Fecha de lanzamiento     | ISBN original   |
| --- | ------------ | ------------------------ | --------------- |
| 1   | «Volumen 1»  | 15 de diciembre de 1986  | ISBN 4091324517 |
| 2   | «Volumen 2»  | 26 de enero de 1987      | ISBN 4091324525 |
| 3   | «Volumen 3»  | 26 de marzo de 1987      | ISBN 4091324533 |
| 4   | «Volumen 4»  | 26 de junio de 1987      | ISBN 4091324541 |
| 5   | «Volumen 5»  | 26 de noviembre de 1987  | ISBN 409132455X |
| 6   | «Volumen 6»  | 26 de mayo de 1988       | ISBN 4091324568 |
| 7   | «Volumen 7»  | 15 de diciembre de 1988  | ISBN 4091324576 |
| 8   | «Volumen 8»  | 26 de julio de 1989      | ISBN 4091324584 |
| 9   | «Volumen 9»  | 26 de octubre de 1989    | ISBN 4091324592 |
| 10  | «Volumen 10» | 26 de julio de 1990      | ISBN 4091324606 |
| 11  | «Volumen 11» | 26 de octubre de 1990    | ISBN 4091335314 |
| 12  | «Volumen 12» | 25 de abril de 1991      | ISBN 4091335322 |
| 13  | «Volumen 13» | 26 de octubre de 1991    | ISBN 4091335330 |
| 14  | «Volumen 14» | 26 de mayo de 1992       | ISBN 4091335349 |
| 15  | «Volumen 15» | 26 de octubre de 1992    | ISBN 4091335357 |
| 16  | «Volumen 16» | 26 de abril de 1993      | ISBN 4091335365 |
| 17  | «Volumen 17» | 26 de octubre de 1993    | ISBN 4091335373 |
| 18  | «Volumen 18» | 26 de marzo de 1994      | ISBN 4091335381 |
| 19  | «Volumen 19» | 26 de septiembre de 1994 | ISBN 409133539X |

### Anime
En octubre de 2017, se anunció que el manga sería adaptado a una serie de anime para televisión, con MAPPA como estudio de animación. La serie tuvo 24 episodios y salió al aire en julio de 2018 en el canal Fuji TV en Japón y en Amazon Prime Video para el resto del mundo y concluyó en diciembre del 2018. Hiroko Utsumi dirige y Hiroshi Seko se encargó del guion. Akemi Hayashi diseñó los personajes. En la adaptación se ha cambiado la época original de los años 80 a la época actual. El tema de apertura de los primeros 13 episodios es Found & Lost, interpretado por Survive Said The Prophet y el tema de cierre es Prayer X de King Gnu. Para la segunda parte del anime el tema de apertura es FREEDOM de Blue Encount y el tema de cierre es Red de Survive Said The Prophet.